# Porte de l'Hippodrome
La porte de l'Hippodrome est une porte de Paris, en France, située dans le bois de Boulogne et rattachée au 16e arrondissement.

## Situation et accès
La porte de l'Hippodrome est localisée à 300 m au nord-ouest de la porte de Boulogne et 2 900 m au sud-ouest de la porte de la Seine (entre les deux, aucun accès ouest du bois n'est qualifié de « porte »). Elle se situe sur le boulevard Anatole-France aux confins nord de Boulogne-Billancourt et de Paris.
La porte de l'Hippodrome n'a aucun accès aux voies du périphérique.

## Origine du nom
Elle porte ce nom car elle est située à proximité de l'hippodrome de Longchamp.

## Historique

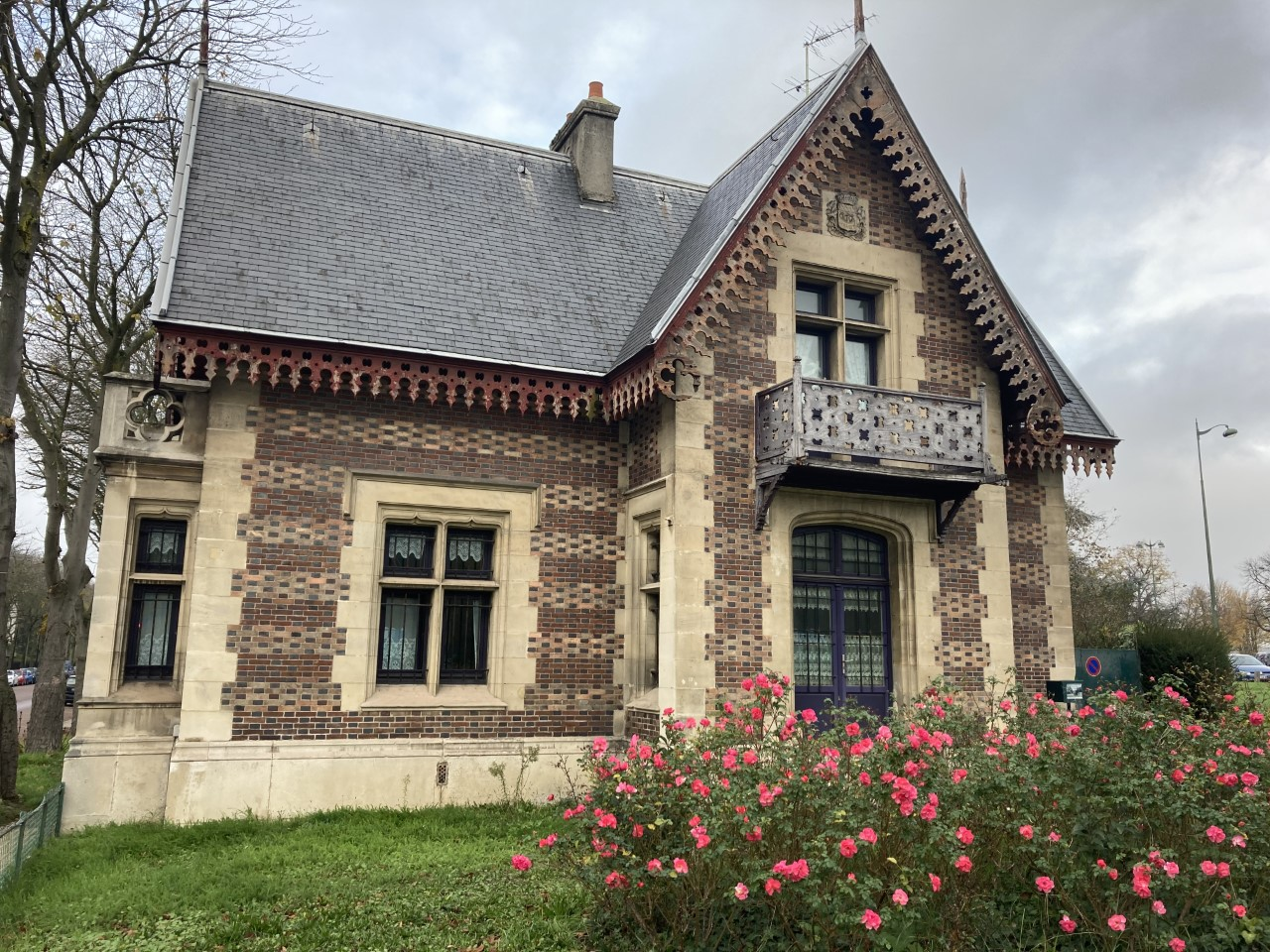
Ancien pavillon.

Étant l'une des porte d'entrée sud du bois, elle ne faisait pas partie de l'enceinte de Thiers.
Située autrefois sur le territoire de Boulogne-Billancourt, elle est annexée à Paris par décret du 3 avril 1925.
S'y trouvent deux des anciens pavillons d'entrée du bois de Boulogne, créés par l'architecte Gabriel Davioud dans le cadre des travaux haussmanniens, sous lesquels a lieu le réaménagement du bois.